# Stan Liebowitz
Stanley Jason Liebowitz (* 1950 in Brooklyn, New York) ist ein US-amerikanischer Wirtschaftswissenschaftler und Hochschullehrer.

## Werdegang, Forschung und Lehre
Nach seinem Bachelor of Arts an der Johns Hopkins University 1971 graduierte Liebowitz 1977 an der University of California, Los Angeles als Ph.D. Anschließend ging er als Assistant Professor an die University of Western Ontario, ehe er 1982 in selber Position an die University of Rochester wechselte. Als  Associate Professor ging er 1986 an die North Carolina State University. 1993 folgte er einem ruf der University of Texas at Dallas, die ihn als ordentlichen Professor berief. 2006 übernahm er an der Hochschule den Ashbel-Smith-Lehrstuhl, nachdem er seit 2004 als Direktor das Center for the Analysis of Property Rights and Innovation leitet.
Im Mittelpunkt der Arbeit von Liebowitz stehen der Netzwerkeffekt, Pfadabhängigkeiten sowie Lock-ins (insbesondere Standardsetzung durch den Marktführer), aber auch Fragen zum geistigen Eigentum Urheberrecht und File-Sharing. 1999 hatte er mit Stephen Margolis mit dem Buch Winners, Losers and Microsoft, der das seinerzeit laufende Gerichtsverfahren um die führende Stellung Microsofts im Softwaremarkt aufnahm, einen Bestseller, der den Netzwerkeffekt im Softwarebereich anhand des Seattler Unternehmens und der Konkurrenz analysierte. Zudem setzte sich das Autorenduo in mehreren Veröffentlichungen mit der Kontroverse um die QWERTY- respektive Dvorak-Tastaturbelegung auseinander. In den letzten Jahren beschäftigte er sich insbesondere mit dem Umgang der Musikindustrie mit File-Sharing. In entsprechenden Gerichtsverhandlungen wurden seine Thesen thematisiert.
Zwischen 2006 und 2008 war Liebowitz Präsident der Society for Research on Copyright Issues. Seit 1998 ist er Research Fellow des Independent Institute.

## Werke
Die folgende Auflistung gibt eine Auswahl von Liebowitz veröffentlichten Büchern wieder, zudem hat er zahlreiche Zeitschriftenartikel und Arbeitspapiere verfasst.
- Winners, Losers and Microsoft mit Stephen Margolis, 1999
- The Economics of Qwerty  mit Stephen Margolis, 2002
- Re-thinking the Network Economy, 2002